# Света Богородица Перивлептос (Бер)
„Света Богородица Перивлептос“ (на гръцки: Παναγιά Περίβλεπτος) е средновековна православна църква в южномакедонския град Бер (Верия), Егейска Македония, Гърция, един от най-важните църковни паметници в града. Храмът е част от енория „Големи Свети Безсребреници“.

## История
Църквата е издигната в края на XV век като трикорабна базилика с дървен покрив и е прекрасен пример за византийската архитектура от периода. Във вътрешността са запазени малко от първоначалните стенописи от XV век, както и стенописи от ΧVIII век – Света Богородица Перивлептос, Успение Богородично, Кръщение и Слизане в ада. Иконостасът също е необичаен като морфология и изписване с изображения на Дванадесетте празника.
В 1924 година църквата е обявена за паметник на културата.